# Heilbron
Heilbron es una pequeña ciudad agrícola en la Provincia del Estado Libre en Sudáfrica, que cuenta con ganado, lechería, trigo, girasol e industrias del maíz. Esta área fue al principio habitada por los Le Goya. 
En 1836 el Jefe Mzilikazi repelió la invasión de los Voortrekkers en Vegkop, en las cercanías. Los británicos construyeron un campo de concentración aquí durante la Segunda Guerra Anglo-Bóer para alojar a mujeres y niños bóeres.